# Снукерный сезон 2004/2005
Снукерный сезон 2004/2005 — серия профессиональных снукерных турниров с 2004 по 2005 год. Ниже представлена таблица с полным расписанием соревнований. В этом сезоне впервые победителем рейтингового турнира стал представитель Китая — Дин Цзюньхуэй.

## Результаты
| Дата                  | Турнир                    | Место             | Победитель       | Финалист       | Счёт  |
| 2 — 10 октября        | Гран-при                  | Престон           | Ронни О'Салливан | Иан Маккалох   | 9:5   |
| 8 — 14 ноября         | British Open              | Брайтон           | Джон Хиггинс     | Стивен Магуайр | 9:6   |
| 15 — 28 ноября        | Чемпионат Великобритании  | Йорк              | Стивен Магуайр   | Дэвид Грэй     | 10:1  |
| 6 января — 8 мая      | Премьер-лига              | Манчестер (финал) | Ронни О'Салливан | Марк Уильямс   | 6:0   |
| 17 — 23 января        | Открытый чемпионат Уэльса | Ньюпорт           | Ронни О'Салливан | Стивен Хендри  | 9:8   |
| 31 января — 6 февраля | Кубок Мальты              | Портомасо         | Стивен Хендри    | Грэм Дотт      | 9:7   |
| 13 — 20 февраля       | Мастерс                   | Лондон            | Ронни О'Салливан | Джон Хиггинс   | 10:3  |
| 6 — 13 марта          | Irish Masters             | Дублин            | Ронни О'Салливан | Мэттью Стивенс | 10:8  |
| 27 марта — 3 апреля   | Открытый чемпионат Китая  | Пекин             | Дин Цзюньхуэй    | Стивен Хендри  | 9:5   |
| 16 апреля — 2 мая     | Чемпионат мира            | Шеффилд           | Шон Мёрфи        | Мэттью Стивенс | 18:16 |

## См.также
- Официальный рейтинг снукеристов на сезон 2004/2005